# Bradlecká Lhota
Bradlecká Lhota é uma comuna checa localizada na região de Liberec, distrito de Semily.